# Fenitrotió
El fenitrotió és un insecticida del grup dels organofosforats descobert Y. Nishizawa i comercialitzat per primer cop per Sumitomo Chemical Co. Ltd. i Bayer Ag l'any 1962.

## Acció bioquímica
Es tracta d'un insecticida organofosforat no sistèmic que actua com a inhibidor de les colinesterases dels insectes, enzims responsables de la hidròlisi del neurotransmissor acetilcolina.

## Utilitats
Aquest insecticida s'utilitza per al control d'insectes xucladors i mastegadors en tota mena de cultius de plantes aptes per al consum humà en concentracions que oscil·len dels 300 als 1200 g/ha. També és un insecticida comú en el control d'insectes en llars, on s'aplica als nius d'aquests, per matar les larves de certs mosquits, actuant com a preventiu de la transmissió de malària i per al control de plagues de llagostes.

## Riscos
Aquest compost s'ha classificat en la classe II de les escales de perillositat WHO i EPA. No és carcinogènic, mutagènic, embriotòxic ni teratogènic.

### Impacte ambiental

#### Animals
El fenitrotió és ràpidament metabolitzat i excretat en orina i femta. Rates, ratolins i conills eliminen el 90% del compost administrat en els primers 3 dies. Els metabolits més importants són la dimetilfenitrooxona i el 3-metil-4-nitrofenol.

#### Plantes
Si s'aplica sobre les fulles, el temps mitja de degradació (DT50) és de 4 dies, eliminant el 70-85% del compost en dues setmanes. Els metabolits més importants són el 3-metil-4-nitrofenol i el seu producte de descomposició, el desmetilfenitrotió.

#### Sòls
En sòls superficials, el fenitrotió té una DT50 d'entre 12 i 28 dies, essent els principals productes de descomposició el 3-metil-4-nitrofenol i el CO₂, mentre que en terres submergides, aquest valor oscil·la entre 4 i 20 dies, depenent de les condicions i amb aminofenitrotió com a principal producte de descomposició.

### Toxicitat

#### Toxicitat en mamífers
La dosi letal mitjana (LD50) administrada oralment en rates és d'uns 1.7 g/kg en mascles i femelles, mentre que aquest paràmetre pren el valor de 810 per a mascles i 840 per a femelles si el compost s'administra per via tòpica. Testat en conills, no s'ha mostrat irritant dels ulls i la pell.
La concentració letal mitjana (LC50) per inhalació al cap de 4 h d'exposició en rates és superior als 2210 mg/m³. La màxima dosi en alimentació sense efectes observables és de 10 mg/kg diaris durant 2 anys.

#### Toxicitat en peixos
La LC50 és de 4.1 mg/L (4h) en carpes i 2.5 (96h) en truites.

#### Toxicitat en aus
LD50 per guatlles 23.6 mg/Kg i per ànecs 1190 mg/Kg.

#### Altres
Perillós per a les abelles, extremadament tòxic per alguns artròpodes que no són l'objectiu de l'insecticida.